# Myrmalm

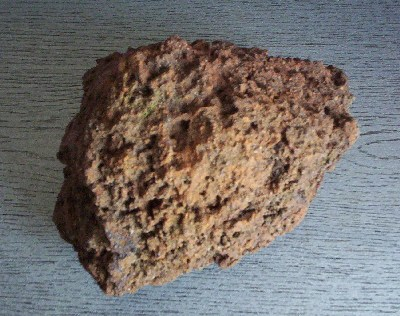
Myrmalm

Myrmalm kallas en sedimentär bergart som bildas vid utfällning av järnoxider och järnoxyhydroxider och är en form av hård limonit. Myrmalm bildas främst i norra Nordamerika och Skandinavien. Myrmalm förekommer som större eller mindre klumpar eller skikt i fuktiga miljöer. Kornstorleken är upp till 0,1mm. Färgen är gul till brun, rödbrun till nästan svart. Myrmalm kan innehålla gamla växtdelar eller lera. Upp emot 70% av myrmalmen kan bestå av Fe2O3, vilket gjorde att den förr ofta användes för järnframställning.
Upptäckten av hur man kunde framställa järn ur myr- och sjömalm skedde på 500-talet f.Kr. och blev inledningen till järnåldern i Sydskandinavien. Järnet utvinns genom blästbruk (blästjärnmetoden). Vid övergången till medeltiden ersattes myrmalm allt mer av malmbrytning i järngruvor och utvinning med masugnar.
Den sista kommersiella framställningen av myrmalm i Sverige utfördes 1871 av Nornäsbor i Fännjästblästan, belägen strax norr om Björnåns utlopp i Ransi. Den närstående produkten sjömalm användes dock för tackjärnsproduktion vid Huseby bruk fram till 1930. I senare tider har myrmalm utvunnits som kulturhistoriskt projekt, se  blästbruk#Blästbruk att se.
Sjömalm (och troligen myrmalm) innehåller ofta förhöjda halter av fosfor vilket är en nackdel vid framställning av smidesjärn och stål (som blir spröda) men kan vara en fördel vid gjutning eftersom det förbättrar gjutjärnets flytbarhet.